# Обыкновенная жемчужница
Обыкновенная жемчужница, или европейская жемчужница, или европейская речная жемчужница (лат. Margaritifera margaritifera) — вид двустворчатых моллюсков из отряда Unionoida. Населяет чистые пресные ручьи и реки многих стран Северного полушария. В настоящее время европейские жемчужницы редки и находятся под угрозой исчезновения. Личинка-глохидий паразитирует в покровах лососевых рыб. Служили объектом промысла для добычи перламутра и речного жемчуга, однако из-за сокращения численности промысел стал нерентабелен.
Недавно российский исследователь В. В. Зюганов установил, что пресноводная жемчужница (Margaritifera margaritifera), обитающая в Европе и Северной Америке, имеет самую длинную жизнь среди пресноводных беспозвоночных животных — максимальная продолжительность жизни 210—250 лет — и для неё характерно пренебрежимое старение.
Европейская жемчужница стала вторым в мире крупным пресноводным двустворчатым моллюском с полностью известным геномом. Он содержит 2,4 гигабайта информации. Идентифицировано 35 119 генов, кодирующих разные белки. Как и многие другие двустворчатые моллюски, жемчужница демонстрирует необычную систему наследования митохондриальной ДНК, называемую двойным однородительским наследованием (DUI).

## Раковина
Раковина европейской жемчужницы удлинённая, сужающаяся к заднему краю. В длину достигает 9—12 см. В месте сочленения створок имеются выступы раковины (один на правой створке, два — на левой), образующие замок, который обеспечивает более жёсткое соединение.
Толщина створок сильно зависит от жёсткости воды и скорости течения. Наиболее толстые раковины обнаруживаются в ручьях со слабым течением и жёсткой водой. При низком содержании солей образуется более лёгкая раковина, содержащая белковые прослойки между фарфоровым и перламутровым слоями («тульберговские полоски»). Кроме того, в мягкой воде интенсифицируются процессы эрозии раковины, в первую очередь — в области вершины.

## Размножение и развитие
В августе на жабрах европейских жемчужниц появляются многочисленные (до 3 миллионов на особь) личинки-глохидии, отличающиеся очень малыми размерами (50 мкм). В конце августа—начале сентября материнская особь выбрасывает личинок в толщу воды, где для успешного развития они должны прикрепиться к покровам рыбы. В роли хозяев могут выступать гольяны (Phoxinus).
Личинкам в холодных речках Северной Европы для завершения паразитической фазы развития требуется от 8 до 11 месяцев, поэтому моллюск продлевает жизнь рыбе, которая иначе погибла бы вскоре после нереста, замедляя её старение, делая более живучей и позволяя, в конечном счёте, нереститься несколько раз в жизни. Некоторые учёные считают необоснованной гипотезу о влиянии мукуса Европейской жемчужницы на процессы старения. 